# John-Patrick Smith
John-Patrick Smith (Townsville, 24 de janeiro de 1989) é um tenista profissional australiano.

## ATP Tour finais (16)

### Simples (3)
| Legenda             |
| ATP Challengers (3) |

| Finais por Piso |
| --------------- |
| Duro (2–0)      |
| Saibro (0–0)    |
| Grama (0–0)     |
| Carpete (0–1)   |

| Resultado | N. | Data          | Torneio               | Piso    | Oponentes         | Placar                    |
| --------- | -- | ------------- | --------------------- | ------- | ----------------- | ------------------------- |
| Campeão   | 1. | 7 Julho 2012  | Winnetka, EUA         | Duro    | Ričardas Berankis | 3–6, 6–3, 7–6(7–3)        |
| Vice      | 2. | 4 Maio 2014   | Taipei, Taiwan        | Carpete | Gilles Müller     | 3–6, 3–6                  |
| Campeão   | 3. | 22 Março 2015 | Drummondville, Canadá | Duro    | Frank Dancevic    | 6–7(11–13), 7–6(7–3), 7–5 |